# Anzia Yezierska
Anzia Yezierska, Andzia Jezierska (ur. 29 października 1885 w Płońsku, według innych źródeł w Małym Płocku, zm. 21 listopada 1970 w Ontario w Kalifornii) – amerykańska pisarka pochodzenia żydowskiego, urodzona w Polsce.

## Życiorys
Urodziła się jako najmłodsze z dziewięciorga dzieci Perel i Barucha Jezierskich. Do Ameryki wyemigrowali około 1890. Urzędnik imigracyjny na Ellis Island zmienił im nazwisko na Mayer, Andzia zaś otrzymała imię Harriet. (Do swego oryginalnego imienia i nazwiska w zamerykanizowanej formie wróciła, gdy miała 26 lat.) Zamieszkali w Nowym Jorku w przeludnionej czynszowej kamienicy w dzielnicy Lower East Side na Dolnym Manhattanie, który w tym czasie był najgęściej zaludnionym miejscem na świecie. Ojciec studiował Torę i nie pracował zarobkowo. Rodzinę utrzymywała matka, wynajmując się do służby w zamożnych domach. Ojciec kładł nacisk na kształcenie synów, ale nie córek. Czterech braci Andzi skończyło farmację, jeden został nauczycielem matematyki w liceum, jeden oficerem. Andzia chodziła do szkoły tylko dwa lata, potem wysłano ją do pracy w szwalni i w kuchni hotelu Waldorf-Astoria. W końcu przeprowadziła się do Clara de Hirsch Home for Working Girls, szkoły handlowej z internatem dla młodych Żydówek ze Wschodniej Europy, prowadzonej przez bogatą żydowską filantropkę belgijskiego pochodzenia Clarę de Hirsch. Clara de Hirsch sfinansowała jej czteroletnie studia w college’u nauczycielskim przy Columbia University.
W 1910 wyszła za mąż za Jacoba Gordona, nowojorskiego adwokata. Po 6 miesiącach małżeństwo zostało unieważnione. Następnie poślubiła swoją pierwszą miłość Arnolda Levitasa, nauczyciela i autora podręczników. 29 maja 1912 urodziła się ich jedyna córka Louise. Dwa lata później Andzia opuściła męża i wraz z córką wyjechała do San Francisco, gdzie znalazła zatrudnienie jako pracownica socjalna. Nie mogąc pogodzić pracy z wychowaniem małej Louise, odesłała ją do ojca. W 1916 sfinalizowali rozwód. W następnym roku wróciła do Nowego Jorku, gdzie zapisała się na kurs z zakresu myśli społecznej i politycznej. Wtedy to zakochała się z wzajemnością w starszym od niej 20 lat wykładowcy, Johnie Dewey’u, filozofie, pedagogu i profesorze na Uniwersytecie Columbia. Deweya pociągała jej otwartość i emocjonalność, ją – jego erudycja i intelekt. Dewey napisał o niej kilka wierszy. Romans trwał 2 lata.
W tym czasie za namową siostry zaczęła pisać. Jej kariera pisarska trwała 50 lat.

## Twórczość
Jezierska pisała o trudnym życiu żydowskich, a także portorykańskich imigrantów zamieszkujących Lower East Side. Jej opowiadania i powieści, które cechuje realizm i dbałość o szczegóły, zawierają wiele wątków autobiograficznych. Pisała o problemach, z którymi borykały się żony w rodzinach imigranckich, o walce młodych kobiet żydowskich z patriarchatem, ubóstwem, ograniczeniami wynikającymi z religii, o ich dążeniu do niezależności i dobrobytu w Nowym Świecie, o kulturowych i osobistych korzyściach, jak również o stratach wynikających z asymilacji.
Sukcesy, jakie odnosiły jej wczesne opowiadania, zwróciły na nią uwagę Hollywood. Producent filmowy Samuel Goldwyn kupił prawa do zbioru jej opowiadań Hungry Hearts (Głodne serca). W 1922 nakręcono niemy film o tym samym tytule. (Niedawno zrekonstruowano go dzięki staraniom instytucji takich jak National Center for Jewish Film, Samuel Goldwyn Company i British Film Institute. W 2006 film otrzymał nowy podkład muzyczny. W 2010 pokazano go na Festiwalu Filmów Żydowskich w San Francisco.)
Inspiracją jej pierwszej powieści, wydanej w 1923, Salome of the Tenements (Salome z czynszówki), była historia jej przyjaciółki Rose Pastor Stokes. W tym czasie napisała też opowiadanie Children of Loneliness (Dzieci samotności), w którym opisuje głód odczuwany przez żydowskich imigrantów – głód w sensie dosłownym (wynikający z biedy) i metaforycznym (pragnienie poczucia bezpieczeństwa, możliwości kształcenia się, posiadania własnego domu). Salome of the Tenements też została nakręcona jako niemy film o tym samym tytule w 1925. Samuel Goldwyn zaproponował Jezierskiej pisanie scenariuszy dla Hollywood, ona jednak wolała wrócić do Nowego Jorku i nadal pisać powieści o imigrantkach próbujących się odnaleźć w Ameryce.
Najbardziej znaną pracą Andzi Jezierskiej jest wydana w 1925 powieść Bread Givers; A Struggle between a Father of the Old World and a Daughter of the New (Chlebodawczynie; Walka pomiędzy ojcem ze Starego Świata a córką z Nowego), w której autorka opisuje tradycyjną rodzinę żydowską mieszkającą na Brooklynie. W rodzinie tej matka i córki pracują głównie na zaspokojenie potrzeb pobożnego ojca, przygotowują posiłki z myślą o nim, on dostaje największą i najlepszą ich część.
Wydana w 1927 powieść Arrogant Beggar (Arogancka żebraczka) opisuje obłudę charytatywnej instytucji podobnej do tej prowadzonej przez Clarę de Hirsch.
W wyniku eksperymentu socjologicznego, w którym brała udział, napisała powieść wydaną w 1932 All I cannot be (Wszystko czym nie mogę być). Bohaterka, imigrantka, nigdy się w pełni nie asymiluje, zawsze czuje się gorsza od Amerykanów. Była to ostatnia powieść Jezierskiej, zanim pisarka wpadła w zapomnienie na wiele lat.
W 1950 opublikowała swą fabularyzowaną autobiografię Red Ribbon on a White Horse (Czerwona wstążka na białym koniu). To ożywiło zainteresowanie jej twórczością. Mimo że była prawie niewidoma, kontynuowała pisanie. Publikowała opowiadania, artykuły i recenzje książek aż do swej śmierci w Kalifornii w 1970. Żadna z jej prac nie była tłumaczona na język polski.
Tytuły zbiorów opowiadań i powieści Jezierskiej:
- We Go Forth All To See America – A Vignette (esej, 1920)
- Hungry Hearts (opowiadania, 1920) ISBN 0-141-18005-6.
- Salome of the Tenements (powieść, 1923) ISBN 0-252-06435-6.
- Children of Loneliness (opowiadania, 1923)
- Bread Givers: a struggle between a father of the Old World and a daughter of the New (powieść, 1925) ISBN 0-89255-290-5.
- Arrogant Beggar (powieść, 1927) ISBN 0-82231-749-4.
- All I Could Never Be (powieść, 1932)
- The Open Cage: An Anzia Yezierska Collection edited by Alice Kessler Harris (New York: Persea Books, 1979).
- Red Ribbon on a White Horse: My Story (powieść autobiograficzna, 1950) ISBN 0-89255-124-0.
- How I Found America: Collected Stories (opowiadania, 2003)